# Niña de Röst

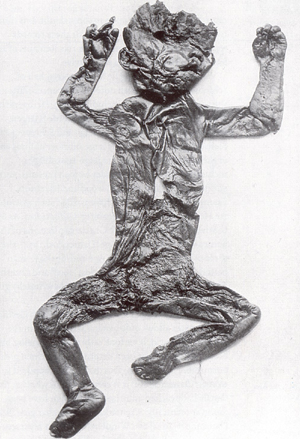
Niña de Röst.

La Niña de Röst fue una momia del pantano de la Edad del Hierro, encontrada en 1926 en Röster Moor en Tensbüttel-Röst en Schleswig-Holstein, Alemania. El cuerpo del pantano se guardó en el Museo de Antigüedades Patrióticas y fue destruido cuando el museo ardió después de los bombardeos aliados en Kiel el 22 de mayo de 1944; solo se conserva la manta de lana del hallazgo.

## Hallazgo
El sitio está en una parcela de Röster Moor perteneciente al asentamiento de Lichtenhof. Esto está en el área del municipio de Tensbüttel-Röst en el distrito de Dithmarschen. Allí, en la primavera de 1926, el trabajador de la turba Johannes Kroll tropezó con un pozo de aprox. 3,4 metros de largo y 80 cm de profundidad en cuyo fondo yacía el cadáver aplanado de un niño. El alcalde B. Rothmann informó del hallazgo al Museo de Antigüedades Patrióticas de Kiel, que llevó a cabo el rescate y traslado. Se tomaron muestras del sitio para el análisis de polen. El cadáver se conservó en un baño de alcohol y se exhibió en el castillo de Kiel.

## Descripción
El infante tenía dos o tres años y presumiblemente sexo femenino. En el lugar del descubrimiento, se encontraron rastros de un entierro con una composición significativamente diferente de la capa de turba sobre el cuerpo. La capa de turba que cubría a la niña consistía en varias capas de brezo y turba de sphagnum más joven. Esto indicó que había sido colocada tendida de espaldas en un hoyo expresamente cavado y luego cubierto. El cuerpo se comprimió a solo unos pocos centímetros debido a los huesos descalcificados por el ambiente ácido del páramo y la masa de tierra que pesaba sobre él. Ambos brazos estaban en una posición elevada y la mano derecha apretada en un puño. Tenía las piernas ligeramente separadas y las rodillas ligeramente dobladas. La piel de la niña estaba teñida de marrón oscuro por efecto de los ácidos del páramo, pero extremadamente bien conservada y mostraba solo algunas heridas. Las lesiones existentes, así como la cabeza separada del tronco, se debieron a los golpes de la pala del buscador de turba. Todavía conservaba el cabello corto, de dos o tres cm de largo. Del esqueleto solo quedaban algunas vértebras.
El torso de la niña estaba cubierto con una tela muy gastada hecha de lana, que ahora se conserva en el Museo Arqueológico Estatal Schloss Gottorf en Schleswig con el número de inventario KS 15609 y probablemente sirvió como sudario. La pieza tiene una longitud de 62 cm, un ancho de 45 cm y ahora es de color marrón. Los hilos de la tela, que está tejida en sarga de espina de pescado, se tejieron con lana fina de cordero en forma de Z. La densidad de la tela es de aproximadamente 6 a 7 hilos de urdimbre y aproximadamente de 7 a 8 hilos de trama por centímetro, estando los hilos de trama particularmente fuertemente batidos. Todos los bordes de la tela tienen bordes de corte dentado y la falta de orillos indica que se cortó de una pieza de tela más grande. La tela muy gastada y perforada estaba rellena en varios lugares con parches toscamente cosidos.

## Datación
La tela de lana fue fechada tipológicamente en la Edad del Hierro prerromana por el arqueólogo textil Karl Schlabow. Esta datación pudo confirmarse en la década de 1990 mediante una prueba de radiocarbono llevada a cabo en tres muestras de la tela y que redujo al período comprendido entre 200 y 95 a. C. su momento de confección.

## Interpretación
La niña fue enterrada cubierta con una tela de lana vieja y remendada, en un hoyo excavado en el páramo. Estas circunstancias pueden indicar un entierro deficiente. También es concebible que la niña fuera enterrada lejos de un cementerio habitual para evitar que se convirtiera en un nachzehrer o en algún tipo de espíritu vengativo. Para evitar esto, entre muchos pueblos antiguos, ciertas precauciones eran tomadas con los cuerpos de los "muertos a destiempo": suicidas, asesinados, personas fallecidas por accidente y entre algunos también los niños.